# John Ford’s Point

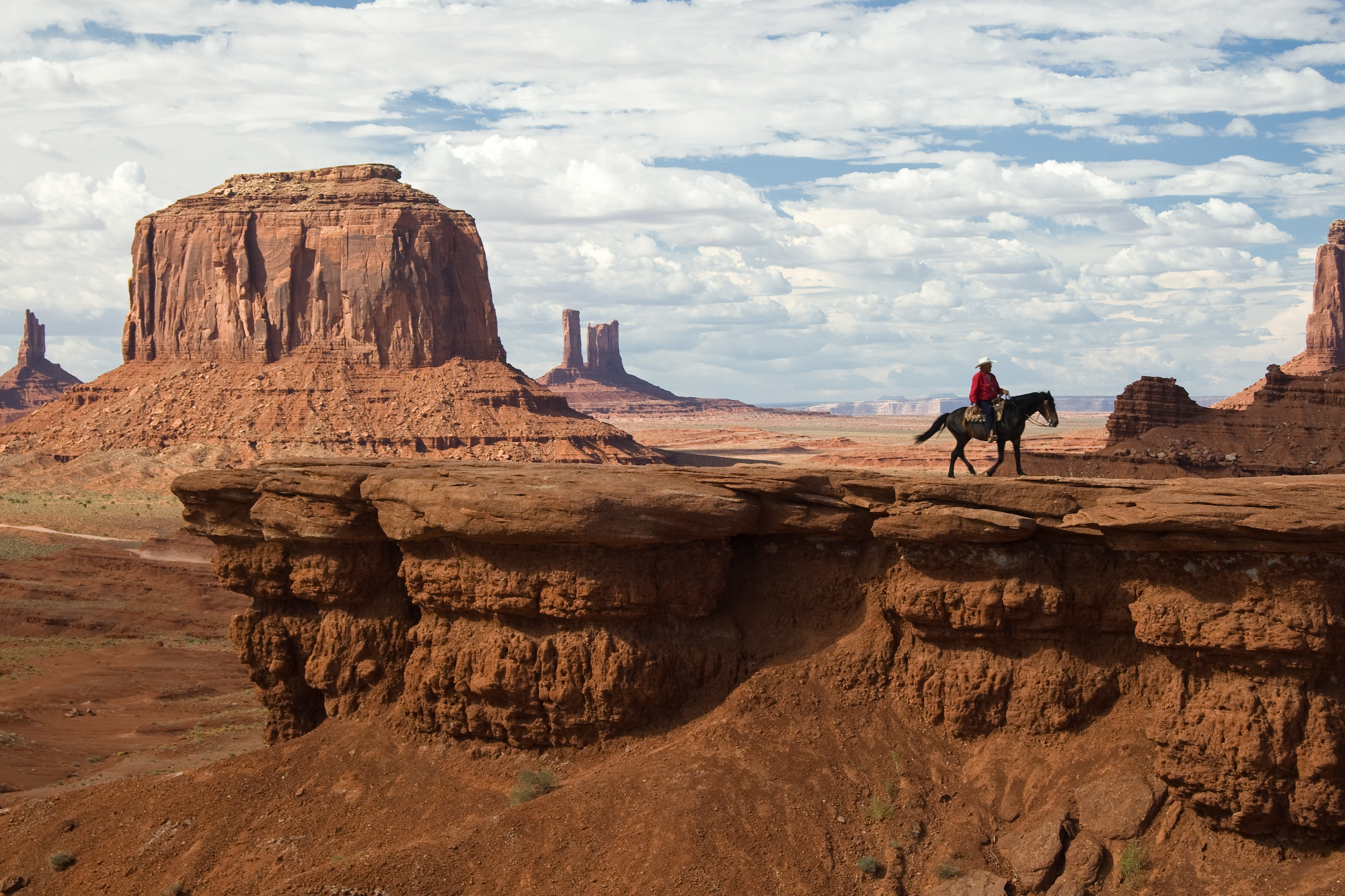
John Ford Point, beliebter Drehort für Western, im Hintergrund der Tafelberg Merrick Butte

John Ford’s Point, besser bekannt als John Ford Point, ist ein Felsvorsprung im Monument Valley.
Das Monument Valley liegt im Grenzgebiet der US-Bundesstaaten Utah und Arizona. Hollywood-Regisseur John Ford drehte dort bevorzugt seine Western-Filme, wie Ringo (1939) und Der schwarze Falke (1956) mit John Wayne, und benutzte diesen Felsen als Drehort. Er drehte insgesamt neun Filme im Monument Valley.